# Salva gente
Salva gente è un album di raccolta del gruppo musicale folk punk italiano Marta sui Tubi, pubblicato nel 2014.

## Descrizione
L'album celebra i dieci anni di attività del gruppo e contiene due brani inediti: la "title track" Salva Gente, cantata con Franco Battiato e pubblicata come singolo, e il brano A modo mio. La cantante Malika Ayane ha invece collaborato nella nuova versione de La ladra. Sono presenti vecchie collaborazioni del gruppo, compresa quella con Lucio Dalla (Cromatica). Due brani (L'abbandono e Vecchi difetti) sono stati incisi in nuove versioni.
Del singolo Salva Gente è stato realizzato anche un videoclip diretto da Bruno D'Elia e pubblicato nel maggio 2014.

## Tracce
1. Salva Gente (feat. Franco Battiato)
2. A modo mio
3. Cenere
4. Cristiana
5. Il giorno del mio compleanno (feat. Bandakadabra)
6. Vecchi difetti (new version)
7. Di vino
8. Stitichezza cronica
9. Perché non pesi niente?
10. Coincidenze
11. Camerieri
12. L'abbandono (new version)
13. Dispari
14. L'unica cosa
15. La ladra (feat. Malika)
16. Cinestetica
17. Vorrei
18. La spesa
19. Cromatica (feat. Lucio Dalla)

## Formazione

### Gruppo
- Giovanni Gulino - voce
- Carmelo Pipitone - voce e chitarra
- Ivan Paolini - batteria
- Paolo Pischedda - tastiera, violino
- Mattia Boschi - violoncello, basso

### Ospiti
- Franco Battiato - voce
- Malika Ayane - voce
- Lucio Dalla - voce e clarinetto
- Bandakadabra:
  - Andrea Verza - tromba
  - Fabio Rista - tromba
  - Fulvio Chiara - tromba
  - Enrico Allavena - trombone
  - Massimo Rossi - sax soprano
  - Stefano Chiapello - sax tenore
  - Cecio Grano - sax tenore
  - Renato Vola - sax baritono
  - Valerio Chiovarelli - tuba
  - Gipo Di Napoli - grancassa
  - Valerio Chiovarelli - arrangiamento fiati